# مقاطعة ريتة

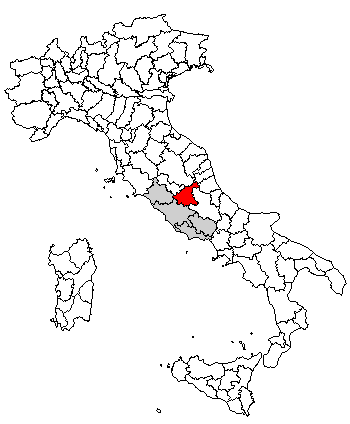
موقع مقاطعة رِيتة

مقاطعة رِيتة أو ريتي أو (نقحرة: رييتي) (بالإيطالية: Provincia di Rieti)‏، مقاطعة إيطالية ضمن إقليم لاتسيو بوسط البلاد. عاصمتها مدينة ريتة.
يبلغ عدد سكانها 155.145. ومساحتها 2749 كيلومتر مربع، وبها 73 بلدية.
يحدها من الغرب وعلى طول نهر التيفيري كل من مقاطعة فِتربة ومقاطعة روما ؛ وشمالا إقليم أُمبِرية (عند مقاطعة بِروجة ومقاطعة تِرنة) ؛ وشرقاً إقليم ماركي (عند مقاطعة أسكولي بيتشينو) وإقليم أبرِتسة (عند مقاطعة لاكويلا ومقاطعة تِرامة).

## توأمة
لمقاطعة رِيتة اتفاقيات توأمة مع كل من:
- Santa Vittoria in Matenano [الإنجليزية]‏
- إتو

## أعلام
- نيكولا دي أنغيليس